# Кишенькова маска
Кишенькова маска, реанімаційна маска або маска для СЛР (англ. pocket mask, pocket face mask, CPR mask) — пристрій для безпечного проведення штучної вентиляції легень під час зупинки серця чи дихання. Зазвичай такі маски використовуються першими реагувальниками, у той час як лікарі та парамедики для СЛР застосовують мішок Амбу.
Специфічний термін «Pocket Mask» — це зареєстрована торговельна назва продукту виробництва компанії Laerdal Medical AS.

## Будова
Кишенькова маска — це малий пристрій, який може носити одна особа. Пацієнту подається повітря, коли перший на місці події вдихає через зворотний клапан. Сучасні кишенькові маски мають або вбудований, або окремий зворотний клапан для захисту людини, що надає допомогу, від потенційно небезпечних біологічних рідин хворого чи постраждалого (блювотиння, крові).
Багато масок мають вбудовану трубку для кисню, що дозволяє подавати хворому чи постраждалому 50—60 % кисень (FiO2 = 50-60 %). Без такого підключення до зовнішнього джерела видихуване повітря особи, що надає допомогу, все ж може забезпечити достатню концентрацію кисню аж до 16 %. Атмосферне повітря містить близько 21 % кисню.

## Використання
Хоча кишенькова маска не така ефективна як мішок типу Амбу, вона має свої переваги у випадку, якщо працює один рятівник. Як зрозуміло з назви, кишенькова маска значно компактніша, ніж мішок Амбу. Також, на відміну від останнього, який потребує для роботи двох рук (одна для герметичного утримання маски, друга — для стискування самого мішка), кишенькова маска дозволяє утримувати обидві руки рятівника на голові пацієнта. Це розміщення рук дає змогу покращити герметичність прилягання маски до обличчя пацієнта та дозволяє особі, що надає допомогу, проводити висунення щелепи у пацієнта з підозрою на пошкодження шийного відділу хребта.